# 1937 en Inde
Chronologie de l'Inde
- 1933
- 1934
- 1935
- 1936
- 1937
- 1938
- 1939
- 1940
- 1941

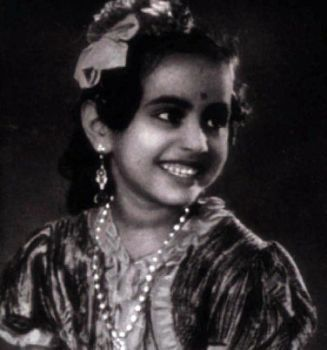
Baby Saroja dans le film de 1937 Balayogini.

Cette page concerne les évènements survenus en 1937 en Inde  :

## Évènement
- Élection de la présidence de Bombay (en).
- Agitations anti-hindi de 1937-1940 (en), dans la présidence de Madras, en opposition à l'introduction de l'enseignement obligatoire de l'hindi dans les écoles de la présidence par le gouvernement du Congrès national indien dirigé par Chakravarti Rajagopalachari.
- avril : Mort du tigre mangeur d'hommes de Chuka (en).
- 16 novembre : Pacte de Sribagh (en)

## Cinéma
Sortie de films :
- Balayogini (en)
- Devdasa
- Jeevan Prabhat (en) est un film social à succès de Bombay Talkies réalisé par Franz Osten. Il met en vedette Kishore Sahu (en) dans son premier film avec Devika Rani et Mumtaz Ali.
- Kisan Kanya (en)
- L'Inattendu, en hindi : Kunku, est un film dramatique social indien réalisé par V. Shantaram. Il traite de la question du mariage arrangé. Le film a bien marché dans les salles et, selon Baburao Patel de Filmindia, il « a enregistré de meilleurs retours... que n'importe quel autre film auparavant ».
- President (en), produit par New Theatres et réalisé par Nitin Bose. Un triangle amoureux avec un contenu social, il met en avant la détresse des ouvriers des usines. La musique estpopulaire avec un classique de Saigal, Ik Bangla Bane Nyaara.
- Vidyapati (en) est un film biographique réalisé par Debaki Bose (en) pour New Theatres. Il met en vedette Pahari Sanyal (en) dans le rôle du poète maïthili et saint Vidyapati (en). Les chansons audacieuses du film attirent les foules dans les salles de cinéma, ce qui en a fait un grand succès de 1937.

## Création
- Assemblée de l'Assam
- Fédération d'Inde de football
- Hindustan Standard (en), quotidien.
- Musée Asutosh d'art indien (en)
- Université du Kerala

## Dissolution
- Provinces unies de l'Inde britannique (en)

## Naissance
- Jasodhara Bagchi (en), critique, activiste et féministe.
- Sabitri Chatterjee (en), actrice.
- Anita Desai, romancière.
- Ramchandra Gandhi (en), philosophe.
- Bharat Gopy (en), acteur, réalisateur et producteur.
- Manohar Joshi (en), ministre.
- Chandrashekhara Kambara (en), poète, scénariste et réalisateur.
- Manoj Kumar, acteur et réalisateur.
- Manorama (en), actrice.
- Hemendra Singh Panwar (en), directeur du Wildlife Institute of India (en)
- Yashwant Sinha (en), ministre.
- Ratan Tata, industriel.
- Binod Bihari Verma (hi), écrivain et médecin militaire.

## Décès
- Jagadish Chandra Bose, physicien, botaniste, pionnier de la radio et écrivain.
- Narsinhrao Divetia (en), poète et linguiste.
- Walter Burley Griffin, architecte.
- Kalyanananda (en), sage hindou.
- Manji Khan (en), chanteur.
- Jaishankar Prasad (en), écrivain.
- Kottarathil Sankunni (en), écrivain.